# Litultovice
Litultovice település Csehországban, a Opavai járásban. Litultovice Jakartovice, Lhotka u Litultovic, Mladecko, Dolní Životice, Jezdkovice és Hlavnice településekkel határos. Lakosainak száma 926 fő (2024. január 1.).

## Népesség
A település lakosságának változását az alábbi diagram mutatja:
| Lakosok száma | 798  | 696  | 751  | 756  | 704  | 821  | 918  | 916  | 936  | 926  |
|               | 1869 | 1900 | 1921 | 1961 | 1980 | 2011 | 2016 | 2019 | 2021 | 2024 |